# Highlands Highway
| Highlands Highway                | Highlands Highway                           |
| -------------------------------- | ------------------------------------------- |
| In der Eastern Highlands-Provinz |                                             |
| Staat:                           | Papua-Neuguinea                             |
| Länge:                           | etwa 700 Kilometer                          |
| Richtung:                        | Ost-West                                    |
| von:                             | Lae                                         |
| via:                             | Kainantu, Goroka, Mount Hagen, Mendi, Wabag |
| nach:                            | Tari, Porgera                               |
| Bauzeit:                         | 1950er-Jahre                                |

Der Highlands Highway ist die Hauptfernverkehrsstraße in Papua-Neuguinea und ermöglicht den Transport von Personen und Waren zwischen der bevölkerungsreichen Gebirgsregion und der Küste.
In ganzer Länge besteht der Highlands Highway nur aus einer einzigen zweistreifigen Fahrbahn. Seine Nutzung ist durch zahlreiche Schlaglöcher erschwert, und immer wieder kommt es durch Bergstürze zu Unterbrechungen. Auch ist die Straße vor allem in den Bergen berüchtigt dafür, der Schauplatz zahlreicher bewaffneter Überfälle zu sein, die von lokalen, Raskols genannten Banditen begangen werden.

## Routenverlauf
Der Highway beginnt in der Hafenstadt Lae, östlich der Mitte der Nordküste, von wo aus er durch das Markham Valley und die Morobe-Provinz führt. Wo die Strecke das Markham-tal verlässt, zweigt der Ramu-Highway ab führt nordwestwärts in das Tal des Ramu in der Madang-Provinz und endet an der Küste in der Hafenstadt Madang westlich der Mitte der Nordküste. 
Der Highlands Highway wendet sich an der Verzweigungsstelle nach Süden in die Eastern Highlands-Provinz, überquert mit dem Kassam-Pass (ca. 1500 m. ü. d. M.) erstmals die Hauptwasserscheide der Insel und erreicht über Kainantu westwärts Henganofi und dann nordwärts die Provinzhauptstadt Goroka. Von dort geht es zunächst weiter nordwärts bis Kabuifa. Dort wendet sich die Straße nach Westen überquert in Asaro den Asaro River, steigt weiter an und erreicht über den 2478 Meter hohen Daulo-Pass die Chimbu-Provinz und deren Hauptort Kundiawa.
Nach Kundiawa führt der Highlands Highway durch das Waghi-Tal, das den Beginn der Western Highlands-Provinz markiert. Nach der Provinzhauptstadt Maun Hagen, ebenfalls im Einzugsgebiet des Wahgi River, wechselt die Straße ins Gebiet des Nebilyer River und erreicht das Dorf Togopa, wo sie sich in zwei Hauptäste teilt. 
Der südliche Ast verläuft in die Southern Highlands-Provinz und berührt dabei die Oberläufe verschiedener Flüsse. Über Mendi, den Hauptort dieser Provinz, führt sie nach Tari. Bei dem Dorf Talum zweigt eine Nebenstrecke ab und erreicht über Ialubu und Kagua dann südlich von Mendi ebenfalls die Straße nach Tari. In Tari schließt sich die erst südost-, dann südwärts führende Straße nach Komo an.

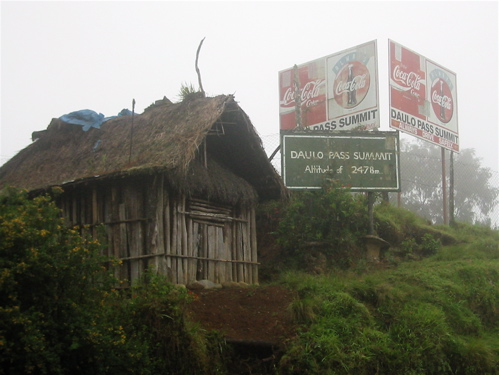
Auf dem Daulo-Pass

Der nördliche Ast wird Enga Highway genannt, kreuzt nach etwa 30 km die Hauptwasserscheide und erschließt die Enga-Provinz.
Nach der Provinzhauptstadt Wabag führt sie zu der Bergbaustadt Porgera.

## Unterhalt
2006 wurde der Highway im Zuge des AusAID-Programmes der australischen Regierung erneuert. Mehrere japanische und taiwanische Projekte trugen dazu bei, wichtige Brücken zu renovieren oder durch neue Konstruktionen zu ersetzen. Die Porgera-Goldmine (PJV) ist ein wichtiger Nutzer des Highways und wendet konsequenterweise große Mengen an Geld und Zeit auf, um die Straße zu unterhalten; besonders im Teilbereich von Mount Hagen bis Porgera wird viel getan.